# Paul King Aryene
Paul King Aryene (* 1948) ist ein ghanaischer Diplomat im Ruhestand.

## Werdegang
1988 war Paul King Aryene erster Sekretär beim ghanaischen Hochkommissar (Commonwealth) in London. 1990–1994 leitete er die Kanzlei der ghanaischen Botschaft in Moskau. Vom 8. September 1994 bis 2007 war er Stellvertreter des Ständigen Vertreters der ghanaischen Regierung beim Büro der Vereinten Nationen in Genf.
Vom 29. Oktober 2009 bis zum 3. Juli 2014 war Aryene Botschafter in Berlin und leitete die Ghanaische Botschaft in Berlin. Am 12. Oktober 2011 wurde er mit Dienstsitz Berlin auch bei der Regierung in Vilnius (Litauen) akkreditiert. Vom 9. Februar 2015 bis zum 17. Februar 2015 war er Direktor der Home Finance Company.